# Tom Kirkham
Thomas „Tom“ Kirkham (* 1869 in Burslem; † 17. August 1928 in Stoke-on-Trent) war ein englischer Fußballschiedsrichter.

## Sportlicher Werdegang
Kirkham leitete in den 1890er und 1900er Jahren Meisterschaftsspiele in der First Division der Football League, zudem stand er als Spielleiter bei Wettbewerben der englischen Football Association auf dem Spielfeld. Im Ligabetrieb ist er dabei insbesondere als Spielleiter der als „Game of three halves“ in die Fußballgeschichte eingegangenen Partie zwischen dem AFC Sunderland und Derby County am 1. September 1894 eingegangen, als er zum Auftaktspiel der Spielzeit 1894/95 seinen Anschlusszug verpasste und somit verspätet ankam. Das Spiel war zwar von Ersatzschiedsrichter John Conqueror angepfiffen worden und eine Halbzeit lang ausgetragen worden, Kirkham verlangte jedoch zur offiziellen Anerkennung als Meisterschaftsspiel, dass die komplette Partie unter seiner Leitung stand. Daher wurden beim vom AFC Sunderland letztlich 8:0 gewonnenen Spiel insgesamt drei Halbzeiten gespielt, die weiteren drei Tore des Klubs in der von Conqueror geführten Halbzeit zählten nicht.
Im FA Cup 1901/02 wurde Kirkham die Leitung des Endspiels zwischen Sheffield United und dem FC Southampton im Londoner Crystal Palace angetragen. Im regulären Finalspiel glich Harry Wood in der 88. Spielminute die Führung für United durch Alf Common aus, so dass ein Wiederholungsspiel notwendig wurde. Wood stand bei seinem Treffer im Abseits, da er sich kurz vor dem Tor die Schuhe gebunden hatte. Als der über 100 Kilogramm wiegende United-Torhüter William Henry Foulke nach Spielende Kirkham vor Umkleidekabine bemerkte, attackierte der nackte Spieler den Schiedsrichter. Dieser flüchtete zunächst in einen Besenschrank und, als dieser von Foulke aufgebrochen worden war, aufs Spielfeld, ehe der Torhüter von Offiziellen beruhigt wurde. Das Wiederholungsspiel stand auch unter Kirkhams Leitung, Sheffield United holte sich durch einen 2:1-Erfolg den Titel.
Zwischen März 1904, als Kirkham im Rahmen der British Home Championship 1903/04 den 3:1-Auswärtssieg Englands gegen Irland pfiff, und 1907 leitete er zudem fünf Länderspiele.